# Вусач ялиновий великий західний
Вуса́ч яли́новий вели́кий за́хідний (лат. Monochamus sartor Fabricius, 1787 = Monochamus rosenmuelleri (Caderhjelm, 1798) = = Monochamus mulsanti Seidlitz, 1891 = Monohammus okenianus Gistl, 1857 = Lamia sutor (Linnaeus) Panzer, 1794) — вид жуків з родини вусачів.

## Хорологія

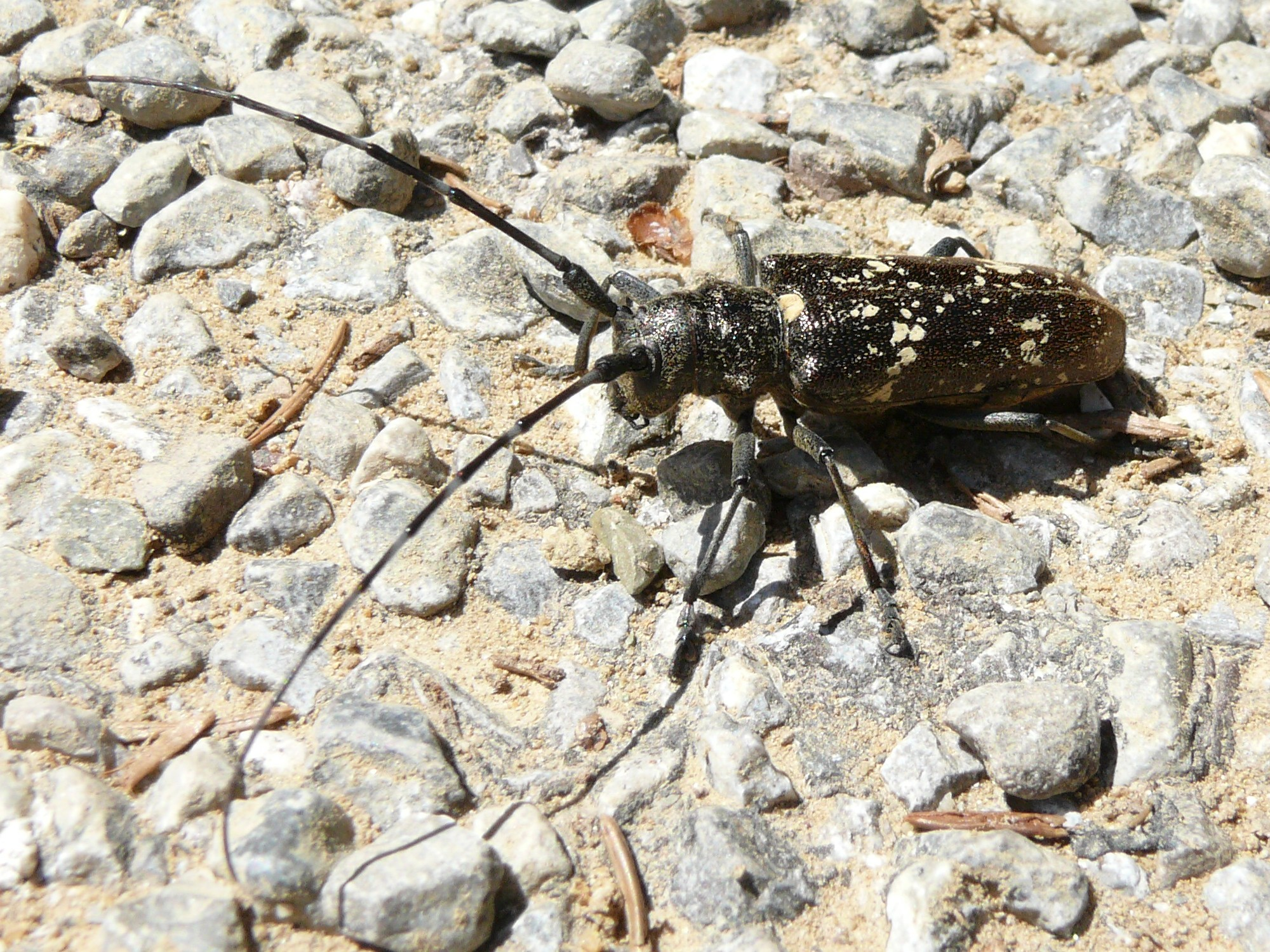
Вусач ялиновий великий західний (самка)

M. sartor — західно-центральноєвропейський вид, який входить до європейського зооґеографічного комплексу. Ареал охоплює території між Альпами та Карпатами. В регіоні Українських Карпат M. sartor — це звичайний вид, в гірській частині часто є масовим.

## Екологія
Приурочений до хвойних лісових угруповань утворених смерекою та ялицею. Зустрічається на вирубках та вітровалах. Дорослі комахи обгризають хвою, кору та луб молодих гілок смереки та ялиці. Літ триває з другої декади червня по вересень. Личинка розвивається в живій або свіжоповаленій деревині ялини та ялиці. Льотний отвір жуків має округлу форму, діаметром 6-8 мм. 

## Морфологія

### Імаго
M. sartor належить до великих жуків. Довжина його тіла становить 25-35 мм. Тіло видовжене, циліндричне, чорного кольору. Передньоспинка із гострим горбиком на боці. Надкрила в грубій скульптурі, перед серединою з прогином, їх вершини без густого волосяного опушення. У самиць наявні світлі волосяні плями на надкрилах. Вусики самця у два рази довші за тіло, у самиці – лише трошки заходять за надкрила. Вусики самиці зі світлими кільцями в першій половині члеників. Щиток густо опушений волосками, без голої серединної лінії.

### Личинка
У личинки з кожної сторони голови по 1 вічку. Вусики 3-членикові. Ментум відокремлений від субментуму. Основна частина пронотуму покрита мікроскопічними шипиками. Черевні мозолі в ґранулах, розташованих на дорзальній стороні в 4, а на вентральній – в 2 ряди. Анальний отвір трьохпроменевий, з укороченим нижнім променем.

## Життєвий цикл
Життєвий цикл триває два роки.